# Serrat de la Manola
El Serrat de la Manola és una serra situada entre els municipis d'Avinyó, de la comarca del Bages, i Santa Maria d'Oló, de la del Moianès, amb una elevació màxima de 500 metres.